# Глинское (Бершадский район)
Глинское (укр. Глинське, пол. Glińskie) — село на Украине, находится в Бершадском районе Винницкой области.
Код КОАТУУ — 0520484206. Население по переписи 2001 года составляет 224 человека. Почтовый индекс — 24415. Телефонный код — 4352.
Занимает площадь 2,19 км².

## Адрес местного совета
24415, Винницкая область, Бершадский р-н, с. Пятковка, ул. Ленина, 183